# Bartholomäus Bausner (tanácsos)
Bartholomäus Bausner (Kistorony, 1698. január 17. – Nagyszeben, 1774. június 22.) városi tanácsos.

## Élete
Atyja evangélikus lelkész volt; miután a nagyszebeni gimnáziumban megszerezte az előtanulmányokat, külföldi egyetemekre ment jogi ismeretek szerzése végett. 1730-ban törvényszéki titkár lett Nagyszebenben, 1768-ban szolgabíró, mely hivatalát 1771-ig viselte; végre mint legöregebb tanácsos halt meg.

## Munkái
Különösen kronosztikonok készítésében fejtett ki nagy ügyességet; több ily verse különböző alkalomra ki is nyomatott, még többet hagyott hátra kéziratban.